# Bahman Ghobadi
Bahman Ghobadi (in persiano: بهمن قبادی; Baneh, 1º febbraio 1969) è un regista, sceneggiatore e produttore cinematografico iraniano di etnia curda.

## Biografia
Aiuto regista di Abbas Kiarostami per il film Il vento ci porterà via (Bad ma ra khahad bord) (1999) e attore per Samira Makhmalbaf per il film Lavagne (Takhté siah), dopo aver realizzato diversi cortometraggi esordisce alla regia di un lungometraggio nel 2000 con Il tempo dei cavalli ubriachi (Zamani barayé masti asbha). Il film, presentato nella Quinzaine des Réalisateurs del Festival di Cannes 2000, vince la Caméra d'or per la miglior opera prima e il premio FIPRESCI. 
Il successivo Marooned in Iraq (2002) viene presentato nella sezione Un Certain Regard del Festival di Cannes 2002. Turtles Can Fly (2004) vince svariati premi nei festival internazionali, tra cui il Peace Film Award al Festival di Berlino, la Concha d'oro per il miglior film al Festival di San Sebastian, il premio del pubblico al Rotterdam International Film Festival. 
Due anni dopo, con Half Moon, Ghobadi vince nuovamente il premio maggiore a San Sebastian, mentre nel 2009 è per la terza volta a Cannes, con I gatti persiani, vincendo il premio speciale della giuria del Certain Regard.

## Filmografia
- Il tempo dei cavalli ubriachi (Zamani barayé masti asbha) (2000)
- Marooned in Iraq (Gomgashtei dar Aragh) (2002)
- Tambourine (Daf) (cortometraggio, 2003)
- Turtles Can Fly (Lakposhtha parvaz mikonand) (2004)
- Half Moon (Niwemang) (2006)
- I gatti persiani (Kasi az gorbehaye irani khabar nadaresh) (2009)
- Rhino Season (Fasle kargadan ) (2012)
- 60 Seconds of Us (2013)